# Jorge Alcántara
Jorge Alberto Alcántara Vázquez, apodado Kokol, es un pelotari mexicano. Nació el 22 de febrero de 1984 en el Estado de México. Durante el Campeonato del Mundo de Pelota Vasca de 2010 ganó la medalla de plata en la especialidad en mano de parejas junto a Fernando Medina Pineda.